# Wilson Westphal
Wilson Westphal (Braço do Norte, 13 de julho de 1930) é um acordeonista, industrial e político brasileiro.

## Vida
Filho de Oswaldo Westphal e de Adelina Speck Westphal. Em 16 de maio de 1953 casou com Guerty Ida Erna Mertens (Rio Fortuna, 9 de março de 1931), filha de Arnold Mertens e de Wally Westphal. Fez o primeiro grau no Ginásio Lagunense de 1941 a 1944 e o segundo grau no Colégio Santo Antônio de Blumenau, até 1947.
Em seguida trabalhou com seu pai como diretor da firma Oswaldo Westphal & Filhos, até 1974, tendo seu pai morrido em 1971. Estabeleceu-se então em Tubarão, tendo seu irmão Edison Westphal assumido a direção dos negócios familiares deixados como herança paterna.
Foi o primeiro presidente do Clube Cruzeiro de Braço do Norte.

## Carreira
Inicialmente filiado ao Partido Social Democrático, foi eleito prefeito municipal de Braço do Norte pelo Movimento Democrático Brasileiro (MDB), cargo que exerceu de 31 de janeiro de 1970 a 31 de janeiro de 1973, sendo eleito vice-prefeito Francisco Wiggers. Durante sua administração foi instalado em Braço do Norte o Banco do Brasil, aberta a nova estrada de Braço do Norte a Gravatal pelo atual trevo da rodovia SC-370, sendo dado continuidade às obras de calçamento das ruas da cidade. Em sua administração municipal foi instalada em 1972 a primeira torre de recepção de imagens de televisão, no bairro de Avistoso. É filiado ao Partido Progressista.
Uma biografia resumida foi publicada no jornal Notisul de Tubarão, na passagem de seu aniversário de 90 anos, escrita pelo jornalista Nazareno Schmoeller Souza.

## Músico
Fundou os grupos musicais Anjos Negros e Ritmos Acapulco.

## Galeria

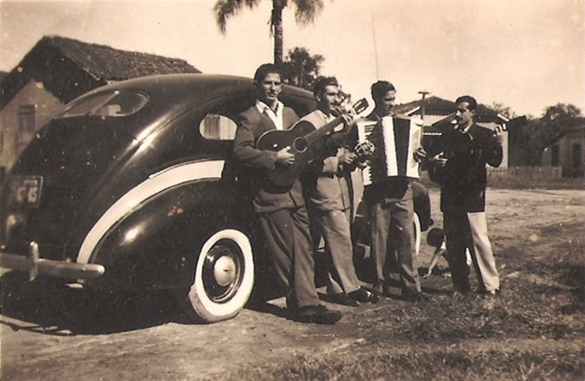
Conjunto Musical Anjos Negros de Braço do Norte, década de 1960. Da esquerda para a direita: Rui Fraga, Lázaro Garbelotto, Wilson Westphal e Mário Brognoli. Acervo familiar de Edison Westphal
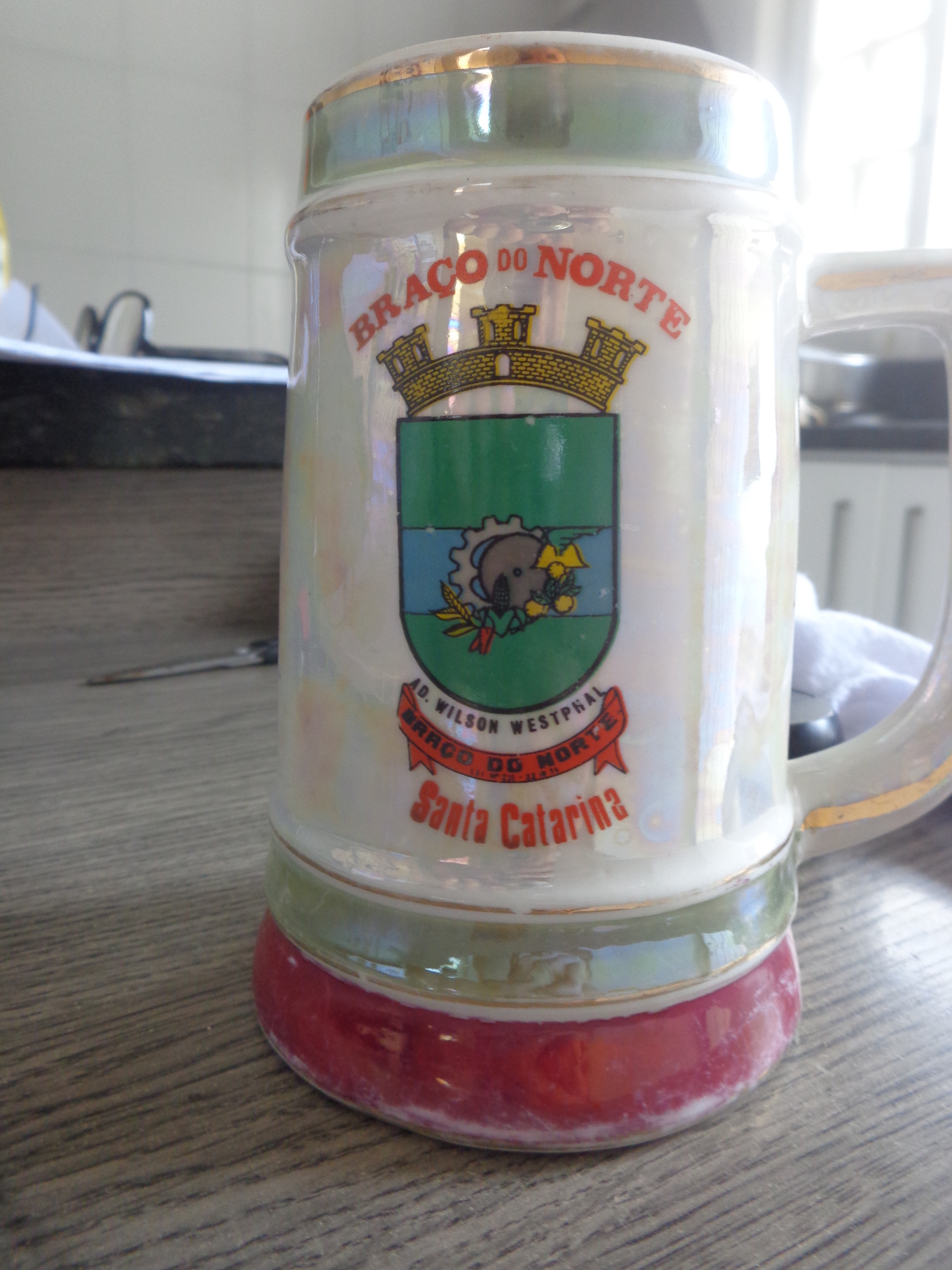
Caneco original do 1. Baile do Chopp do Clube Cruzeiro, em 14 de novembro de 1971, na administração municipal Wilson Westphal (frente)
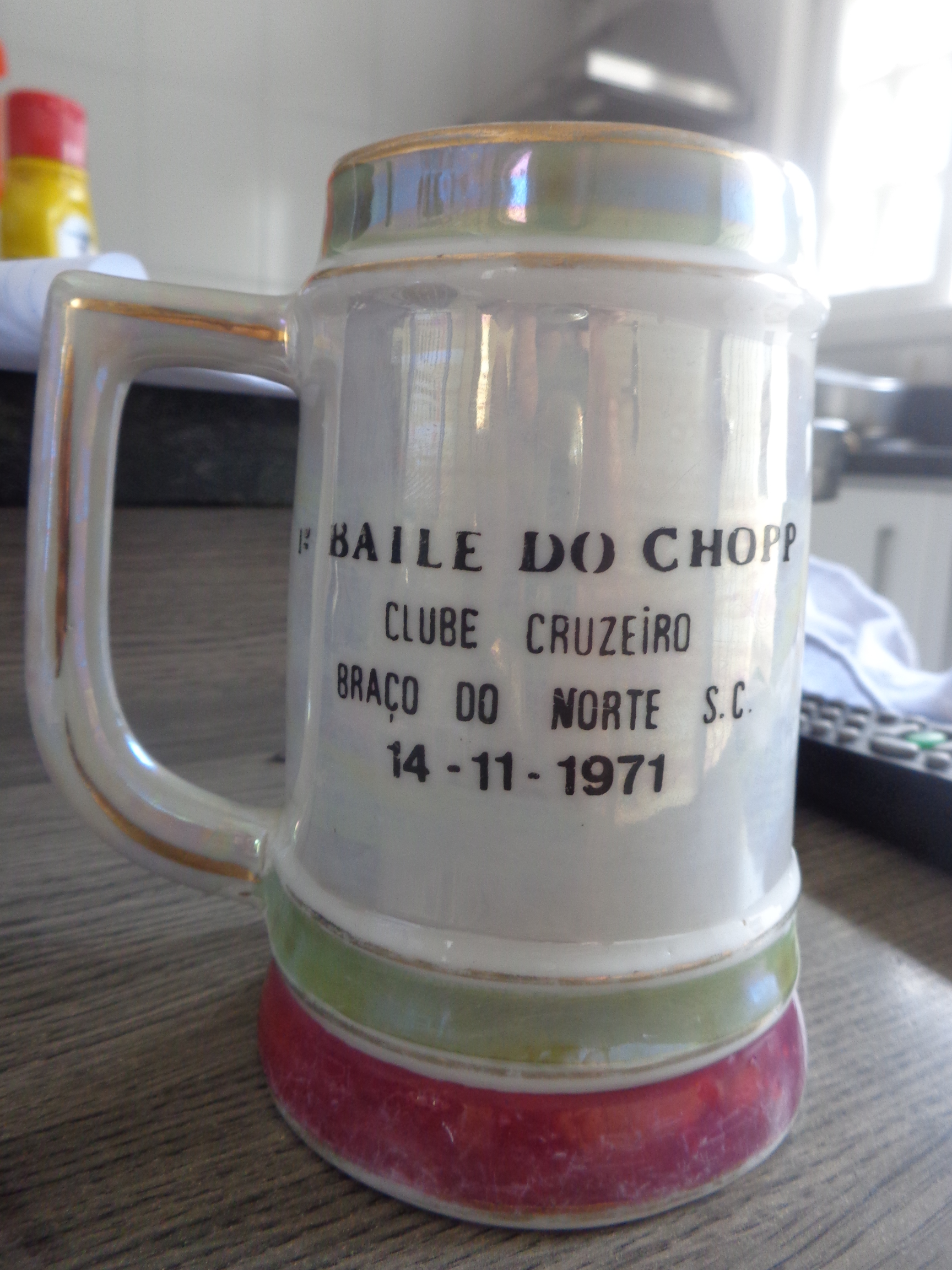
Caneco original do 1. Baile do Chopp do Clube Cruzeiro, em 14 de novembro de 1971, na administração municipal Wilson Westphal (verso)
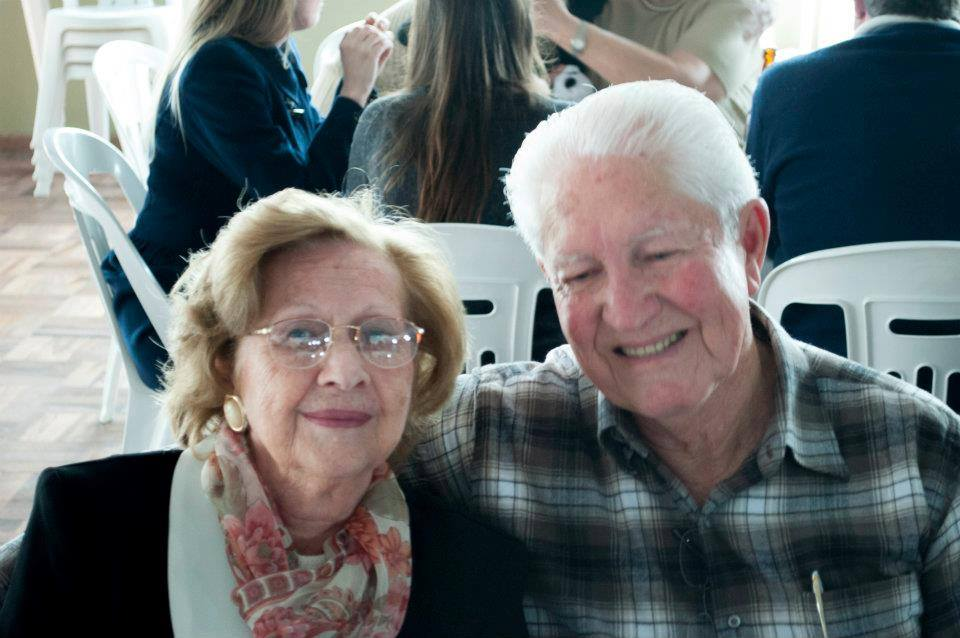
Wilson e Guerty no Primeiro Encontro da Família Westphal em 21 de julho 2012
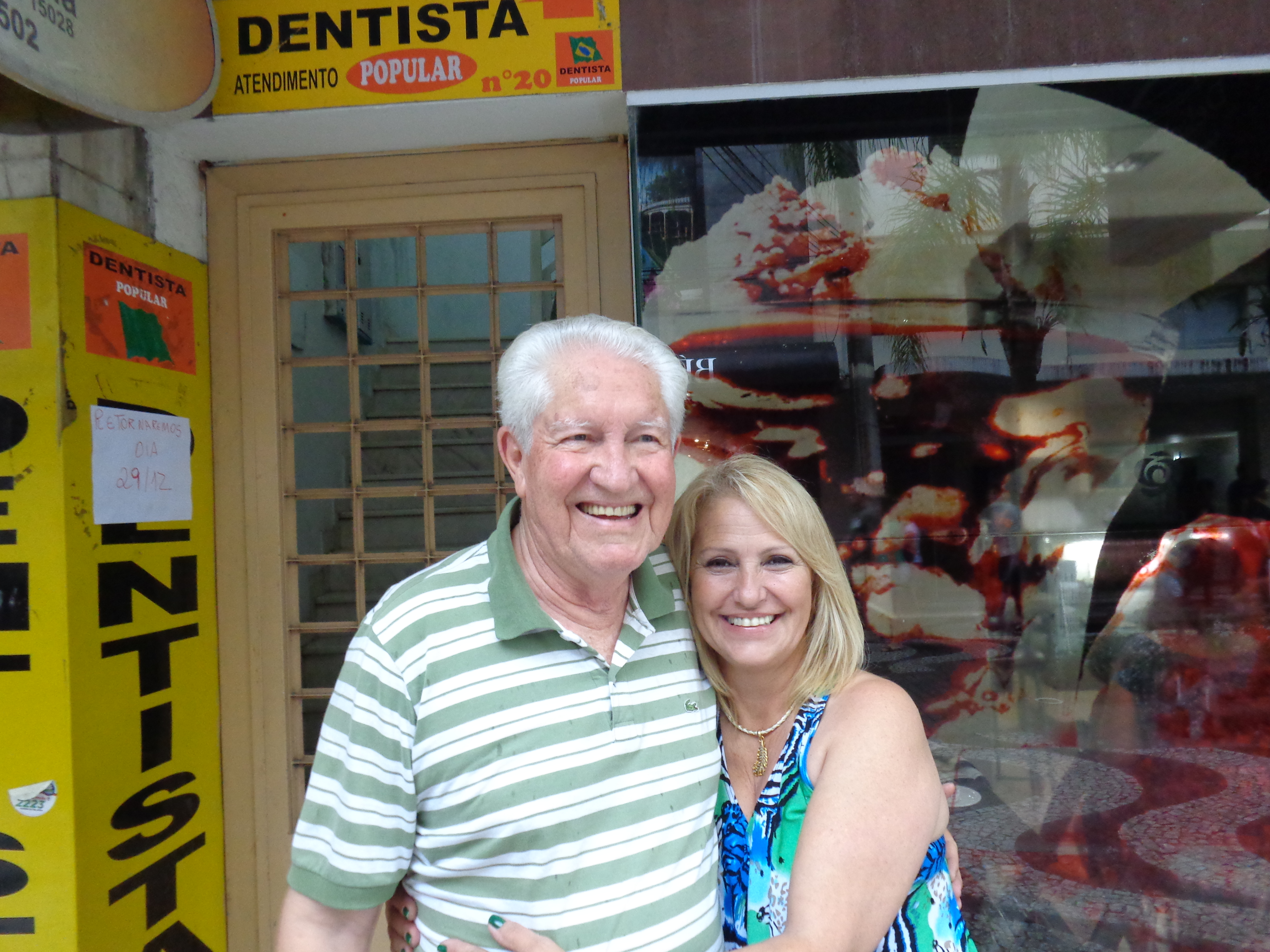
Wilson Westphal no calçadão de Tubarão em 26 de dezembro de 2014
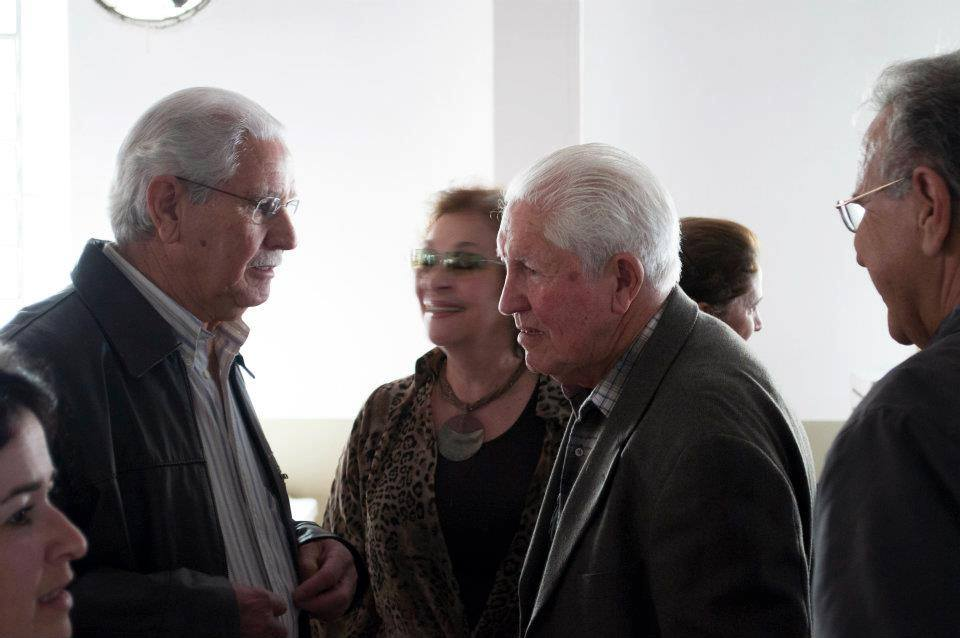
Edison e Wilson Westphal no Terceiro Encontro da Família Westphal em 24 de julho de 2016